# أول مرة مع طوني خليفة (برنامج تلفزيوني)
أول مرة مع طوني خليفة هو برنامج تلفزيوني حواري يقدمه طوني خليفة قناة «الأردن اليوم» في رمضان 2019.
يبث البرنامج يوميا في قناة «الأردن اليوم» في 10 مساء في رمضان 2019. ويستضيف شخصيات أردنية مهمة مثل رئيس الوزراء الأردني الأسبق عبد الله النسور ورجل الأعمال طلال أبو غزالة.

## ضيوف الحلقات
- الحلقة 1: عبد الرؤوف الروابدة (رئيس الوزراء الأسبق)
- الحلقة 2: طلال أبو غزالة
- الحلقة 3: عبد الله النسور (رئيس الوزراء الأسبق)
- الحلقة 4: ممدوح العبادي
- الحلقة 5: حيدر الزبن (المدير العام السابق للمواصفات والمقاييس)
- الحلقة 6:
- الحلقة 7: نبيل صوالحة
- الحلقة 8: فيصل الفايز (رئيس الوزراء الأسبق)
- الحلقة 9:
- الحلقة 10:
- الحلقة 11:
- الحلقة 12:
- الحلقة 13:
- الحلقة 14:
- الحلقة 15:
- الحلقة 16:
- الحلقة 17:
- الحلقة 18:
- الحلقة 19:
- الحلقة 20:
- الحلقة 21:
- الحلقة 22:
- الحلقة 23:
- الحلقة 24:
- الحلقة 25:
- الحلقة 26:
- الحلقة 27:
- الحلقة 28:
- الحلقة 29:
- الحلقة 30: